# Don Carlos (Verdi)
Don Carlos ist eine Oper von Giuseppe Verdi nach Friedrich Schillers dramatischem Gedicht Don Karlos, Infant von Spanien. Bereits Verdi ließ das Werk in verschiedenen Versionen und unterschiedlicher Länge spielen. Das französische Original von 1867 gehört zum Genre der Grand Opéra und hat fünf Akte. Früher wurde meistens die zweite, gekürzte Fassung (Don Carlo) von 1884 in vier Akten auf Italienisch aufgeführt, heute überwiegend die letzte Fassung, auch Italienisch, aber wieder in fünf Akten. Manche Theater experimentieren mit Mischfassungen aus verschiedenen Versionen.

## Handlung der fünfaktigen Fassung

### Erster Akt
Der Wald von Fontainebleau
An einem eisigen Winterabend beklagen hungernde Holzfäller im Wald von Fontainebleau ihre durch den Spanisch-Französischen Krieg verursachten katastrophalen Lebensbedingungen. Prinzessin Elisabeth von Valois von Frankreich trifft auf der Jagd mit ihrem Gefolge auf die Hungernden und verkündet ihnen die Unterzeichnung eines Friedensvertrags am selben Abend, der durch ihre Heirat mit Don Carlos, dem spanischen Thronfolger, besiegelt werden soll. Heimlich nach Fontainebleau gereist, wartet Don Carlos im Wald auf seine ihm versprochene Braut, die Prinzessin. Da die beiden sich noch nie gesehen haben, möchte er sie vor der Hochzeit inkognito kennenlernen. Elisabeth, die sich mit ihrem Pagen Thibault im Wald verirrt hat, trifft auf Don Carlos, der sich ihr zunächst als sein eigener Gesandter vorstellt und sich in sie verliebt. Sie ist gespannt auf ihren Verlobten, und als er ihr ein Bild von Don Carlos zeigt, sieht sie, dass er vor ihr steht. Sie gestehen einander ihre Liebe.
Thibault, der zum Schloss geeilt ist, um Hilfe für die Prinzessin zu holen, kehrt zurück und grüßt Elisabeth als spanische Königin. Der Graf von Lerma überbringt ihr die Nachricht, dass der Frieden zwischen Frankreich und Spanien nur durch eine Hochzeit zwischen ihr und König Philipp, Don Carlos’ Vater, gesichert werden könnte. Sie müsse auf der Stelle ihre Zustimmung erteilen. Die verarmte Bevölkerung fleht sie an, der Hochzeit zuzustimmen, doch ihr Herz möchte die eben gefundene Liebe zu Don Carlos behalten. Schließlich haucht sie ein stimmloses „Oui“, das Volk jubelt, aber für Elisabeth und Don Carlos bricht eine Welt zusammen.

### Zweiter Akt
Erstes Bild: Kreuzgang des Klosters von  Saint-Just
Vor dem Kloster von Yuste, in dem das Grab von Kaiser Karl V. liegt, bittet Don Carlos um Vergessen. Seine Verlobte Elisabeth hat seinen Vater geheiratet, er aber kann seine Liebe zu Elisabeth nicht verdrängen oder gar vergessen. Der Marquis von Posa, Rodrigue, kommt dazu und erzählt seinem Freund Don Carlos von den unsäglichen Zuständen in Flandern. Carlos erleichtert ihm gegenüber sein Herz, er erzählt von seiner unerfüllbaren Liebe zu seiner Stiefmutter. Rodrigue schlägt Carlos vor, seine Sorgen in Flandern beim Kampf gegen die Unterdrückung zu vergessen. Sie schwören einander ewige Freundschaft.
Zweites Bild: Heiterer Ort vor den Toren des Klosters von Saint-Just
Im Garten des Klosters von Yuste vertreiben sich die Hofdamen der Königin mit der Prinzessin Eboli, die in Don Carlos verliebt ist, die Zeit mit Gesängen. Rodrigue gibt der Königin einen Brief ihrer Mutter aus Paris, dazu heimlich eine Notiz von Don Carlos. Darin bittet Carlos Elisabeth, dem Überbringer zu vertrauen, außerdem bittet er um ein Gespräch. Elisabeth stimmt zu. Don Carlos bittet Elisabeth, auf seinen Vater Einfluss zu nehmen, der ihm einen Einsatz in Flandern verweigert. Doch dann übermannt ihn seine Liebe, er fällt ihr zu Füßen, doch als er versucht, sie zu umarmen, stößt sie ihn weg und meint, er müsse seinen Vater töten, um sie zu bekommen. Philipp erscheint, nachdem Carlos verstört weggelaufen ist. Verärgert darüber, die Königin entgegen dem höfischen Protokoll alleine anzutreffen, verbannt er die verantwortliche Gräfin von Aremberg zurück nach Frankreich. Elisabeth, entsetzt über diese öffentliche Beleidigung, nimmt traurig Abschied von ihrer engsten Vertrauten. Als sich der Hofstaat zerstreut hat, hört sich der König den liberalen Rodrigue an, der mit ihm die Geschehnisse in Flandern besprechen will. Philipp beharrt auf seiner harten Hand, um die Kontrolle in Flandern zu behalten, doch er bewundert insgeheim Rodrigue für seine moderne und offene Art. Er macht sich Rodrigue zum Vertrauten und bittet ihn, ein Auge auf Don Carlos zu haben, doch warnt er ihn auch vor dem (allmächtigen) Großinquisitor.

### Dritter Akt
Erstes Bild: Die Gärten der Königin
Philipps Krönungsfeierlichkeiten gehen ihrem Höhepunkt entgegen. Elisabeth tauscht mit Prinzessin Eboli die Masken, um sich dem Trubel entziehen zu können. Don Carlos erscheint und gesteht der vermeintlichen Elisabeth erneut seine Liebe und ist entsetzt, als er feststellt, dass es sich um Eboli handelt. Eboli versteht die wahren Hintergründe und will ihn denunzieren. Plötzlich erscheint Rodrigue, der droht, die Prinzessin zu erdolchen. Don Carlos kann ihn jedoch davon abbringen. Rodrigue bittet Carlos, ihm verräterische Papiere zur Situation in Flandern auszuhändigen. Der zögert, weiß er doch, dass Rodrigue Vertrauter des Königs ist, lässt sich aber schließlich doch von der Treue seines Freundes überzeugen.
Zweites Bild: Ein großer Platz vor der Kathedrale von Valladolid.
In einer großen Zeremonie, dem Autodafé, werden als Höhepunkt der Feierlichkeiten Verräter und der Inquisition anheimfallende Ketzer verbrannt. Sechs flandrische Gesandte bitten um Gnade für ihr Land, die Bitte wird von Elisabeth, Rodrigue und Carlos unterstützt. Dieser erneuert seinen Wunsch, nach Flandern gehen zu dürfen. Als Philipp ablehnt, zieht Carlos das Schwert gegen den König, keiner wagt einzugreifen. Schließlich ist es Rodrigue, der Carlos die Waffe abnimmt, um Schlimmeres zu verhindern. Der König ernennt ihn zum Herzog, Don Carlos wird verhaftet. Das Autodafé beginnt.

### Vierter Akt
Erstes Bild: Kabinett des Königs in Valladolid
Im Arbeitszimmer sinniert der König über seine Sterblichkeit, seine Einsamkeit und sein Verhältnis zu seiner Frau Elisabeth, die ihn noch nie geliebt hat. Der blinde Großinquisitor erscheint und gibt dem König den Rat, Rodrigue der Inquisition zu übergeben, da dieser mit seinen liberalen Ansichten eine viel größere Gefahr darstelle als Don Carlos. Der König wehrt sich, da er Rodrigue als gleichrangigen Menschen, ja als Vertrauten, den einzigen, den er besitzt, ansieht. Doch der Großinquisitor, allem Irdischen längst entflohen, warnt Philipp, dass auch Könige sich vor der Inquisition verantworten müssen.
Elisabeth beklagt sich vor dem König über den Diebstahl einer ihr wichtigen Schatulle mit persönlichen Dokumenten. Sie reagiert entsetzt, als der König ihr die Schatulle präsentiert, die er von Eboli erhalten hat. Als Philipp sie gewaltsam öffnet, findet er ein Bild von Don Carlos darin. Er beschuldigt sie der Untreue und verflucht sie. Als Rodrigue und Eboli zu Hilfe eilen, erkennt Eboli ihre Schuld, Rodrigue schilt den König ob seiner Unbeherrschtheit. Eboli gesteht der Königin nicht nur den Diebstahl, sondern bezichtigt sich auch des Ehebruchs mit dem König und gesteht ihre Liebe zu Don Carlos. Die Königin befiehlt ihr, den Hof am nächsten Tag zu verlassen. Allein gelassen, will Eboli als letzte gute Tat Don Carlos retten.
Zweites Bild: Das Gefängnis des Don Carlos
Rodrigue besucht Don Carlos im Gefängnis, um ihm Lebewohl zu sagen, denn die Papiere, die bei ihm gefunden wurden, verraten seine Schuld. Durch einen Schuss aus dem Hinterhalt wird Rodrigue tödlich getroffen. Sterbend teilt er seinem Freund noch mit, dass Elisabeth beim Kloster St. Juste auf ihn warte. Eboli hat das Volk mobilisiert, um Don Carlos freizulassen, doch der Aufstand wird durch den Großinquisitor und Philipp beendet.

### Fünfter Akt
Kreuzgang des Klosters von  Saint-Just
Vor dem Grab Karls V. treffen sich Elisabeth und Don Carlos. Er hat das Träumen aufgegeben und will versuchen, Flandern zu retten. Sie sagen sich ein letztes Mal Lebewohl. Die beiden werden von Philipp und dem Großinquisitor überrascht. Bevor Don Carlos jedoch ausgeliefert werden kann, erscheint ein alter Mönch und zieht ihn in das Dunkel des Klosters zurück. Voll Erschütterung meinen alle, die Stimme Karls V. gehört zu haben.

## Instrumentation
Die Orchesterbesetzung der Oper enthält die folgenden Instrumente:
Don Carlos, 1867
- Holzbläser: drei Flöten (3. auch Piccolo), zwei Oboen (2. auch Englischhorn), zwei Klarinetten, vier Fagotte (4. auch Kontrafagott)
- Blechbläser: vier Hörner, zwei Trompeten, zwei Cornets à pistons, drei Posaunen, Ophikleide
- Pauken, Schlagzeug: Große Trommel, Becken, Triangel, Glocken in fis und es
- Orgel
- Harfe
- Streicher
- Bühnenmusik auf der Szene: Banda
- Bühnenmusik hinter der Szene: Kanone, Kastagnetten, Tamburin, Harmonium oder Orgel, Harfe

Don Carlo, 1884
- Holzbläser: drei Flöten (3. auch Piccolo), zwei Oboen (2. auch Englischhorn), zwei Klarinetten, vier Fagotte (4. auch Kontrafagott)
- Blechbläser: vier Hörner, zwei Trompeten, zwei Cornets à pistons, drei Posaunen, Ophikleide
- Pauken, Schlagzeug: Große Trommel, Becken, Triangel, Glocken in fis und es
- Orgel
- Harfe
- Streicher
- Bühnenmusik auf der Szene: Banda
- Bühnenmusik hinter der Szene: Harmonium oder Orgel, Harfe

## Werkgeschichte

179. Aufführung von Verdis Don Carlo in der Metropolitan Opera (2005)

Verdi komponierte Don Carlos zwischen 1865 und 1867 nach einem Textbuch von Joseph Méry und Camille du Locle (Auftrag der Pariser Oper), das auf dem Schauspiel Don Carlos (1787) von Friedrich Schiller und den Stücken Eugène Cormons, Marie-Joseph Chéniers und Alexandre Soumets basiert. Uraufgeführt wurde die Oper am 11. März 1867 in Paris. Im Oktober desselben Jahres wurde sie ins Italienische übersetzt (Don Carlo) und in Bologna als Fünfakter aufgeführt. Doch nach einigen Kürzungen entschloss sich Verdi, einige radikale Änderungen vorzunehmen, und so wurde sie als vieraktige Version am 10. Januar 1884, fast zwanzig Jahre nach dem Beginn der Komposition, in Mailand aufgeführt. Diese, von sieben, Version ist derzeit die meistgespielte.
Schon vor der Uraufführung 1867 musste die Oper um 20 Minuten gekürzt werden, da bei fast fünfstündiger Dauer viele Besucher die letzten Vorstadtbahnen nicht mehr erreicht hätten. So wurde u. a. die ca. 15-minütige Balletteinlage gestrichen. Dieses Ballett gehörte aber genauso wie die große Zeremonieszene des Autodafés zum guten Ton an der Pariser Oper, an den das französische Publikum in der Grand opéra gewöhnt war. Verdi konnte sich nie mit Paris und dessen Gewohnheiten anfreunden und verbrachte immer nur möglichst kurze Zeit in Frankreich. Lieber arbeitete er in seinem Gut Sant’Agata, wo er die nötige Ruhe zum Komponieren fand.

## Unterschiede zwischen den Fassungen
Heute versuchen sich viele Theater wieder an der ursprünglichen, französischen Fassung. Das Duett zwischen Don Carlos und Posa ist hierbei deutlich länger. Auch das „Erinnerungsmotiv“ im letzten Teil des Duetts, das in der Gartenszene und bei Posas Tod wiederkehrt, ist enthalten. Die vieraktige Mailänder Fassung, die bis in die siebziger Jahre hinein wegen ihrer kürzeren Spieldauer die meistgespielte war, ist heute weitgehend aus der Mode gekommen, weil in ihr wesentliche Handlungsstränge und Beweggründe der Protagonisten unklar bleiben. Die wichtigsten Stellen, die Verdi gestrichen und erst in seine letzte Fassung wieder aufgenommen hatte:
- der gesamte erste Akt (das Treffen im Wald von Fontainebleau). Ein paar Stellen wurden aus musikalischen Gründen in den ersten Akt der Neufassung übernommen. Warum Elisabeth, die Don Carlos liebt, nicht ihn geheiratet hat, sondern den König (aus Staatsräson), bleibt in der vieraktigen Fassung aber ohne Erklärung. Der Eingangschor der Oper, in dem die hungernden Holzfäller ihre Situation beklagen, wurde bereits vor der Uraufführung gestrichen und durch einen wesentlich kürzeren Jägerchor ersetzt. Auch dieser Strich wurde in den letzten Jahren wieder vermehrt geöffnet, da er erklärt, warum Elisabeth der Ehe mit Philipp zustimmt.
- die Szene, in der Elisabeth und Eboli ihre Masken tauschen. Dadurch wird rätselhaft, wie Don Carlos die beiden Frauen verwechseln kann.
- das Ballett. Kann, was die Handlung betrifft, gefahrlos gestrichen werden; dient lediglich der Unterhaltung des Königs – und des Publikums.
- eine wichtige Textzeile: Ebolis Geständnis, dass sie die Mätresse des Königs ist. Eboli bezichtigt sich des Diebstahls der Schatulle und der Liebe zu Don Carlos. Diese Vergehen hätte Elisabeth sicherlich entschuldigt. Aber Eboli bezichtigt sich zusätzlich des Ehebruchs. Wen sie verführt hat, den König, bleibt in der gekürzten Version unklar, weil vier Takte fehlen.
- das Finale des IV. Aktes enthält ein Duett zwischen Philipp und Don Carlos (mit Männerchor). Als Philipp und Carlos den toten Posa betrauern, erklingt eine Melodie, die Verdi überarbeitet ins Requiem als Lacrimosa übernahm.
- das Finale des V. Aktes ist deutlich länger. Der Rolle des Großinquisitors ist eine tragendere. Auch das heilige Offizium kommt durch Choreinwürfe zu Wort.

Mittlerweile hat die Musikwissenschaftlerin Ursula Günther herausgefunden, dass es wohl insgesamt sieben Fassungen von Don Carlos gibt, allein bis zur zweiten Aufführung schon vier. Diese vierte, dazu die sechste und die siebte Fassung sind die bis heute meistgespielten Versionen; die sechste Fassung ist vieraktig, die vierte und die siebte sind fünfaktig.

## Diskographie (Auswahl)

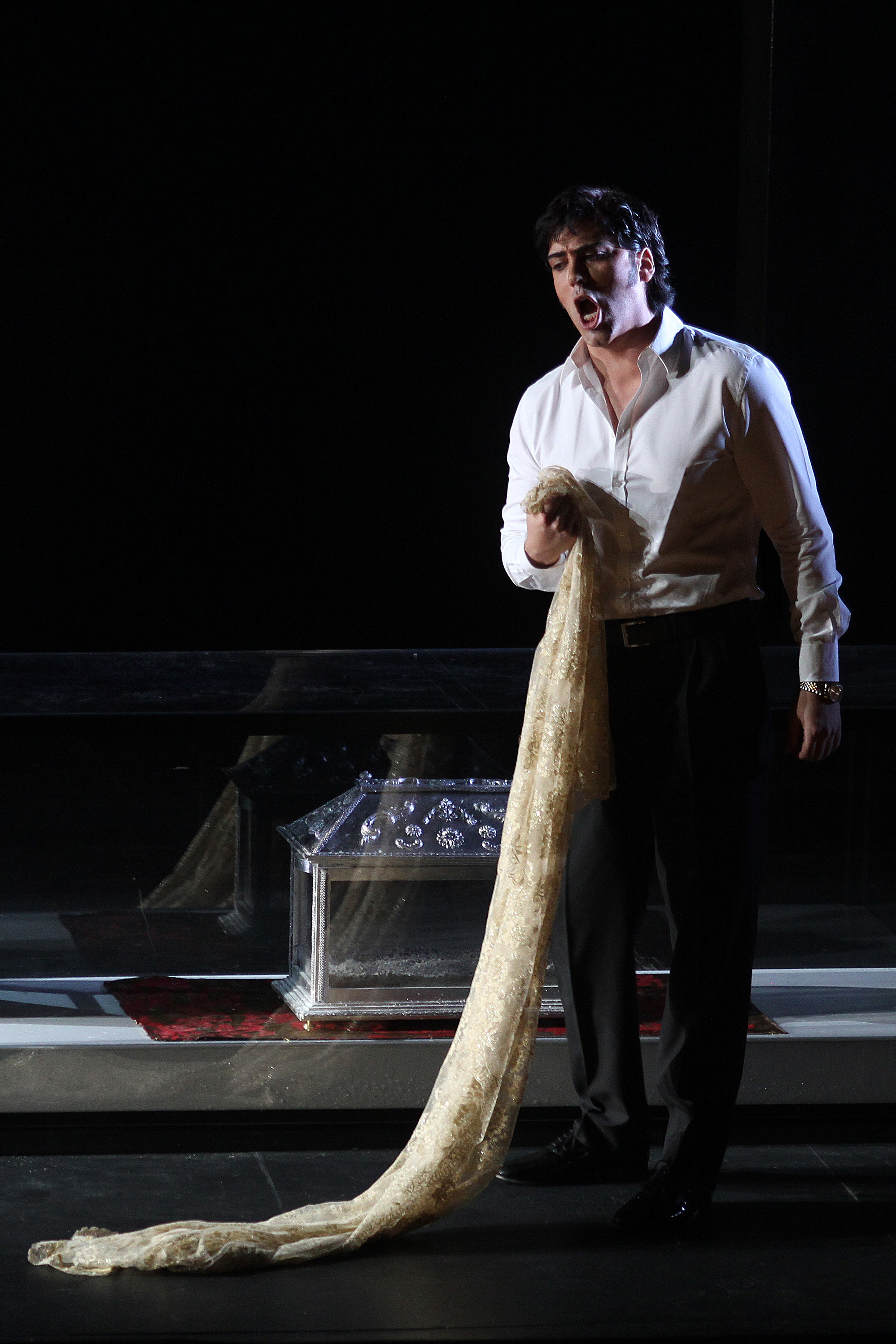
Giancarlo Monsalve als Don Carlo, Lissabon 2011

- 1950; Fritz Stiedry; Jussi Björling, Delia Rigal, Fedora Barbieri, Robert Merrill, Cesare Siepi, Jerome Hines; West Hill Radio Archives (vieraktige Fassung auf Italienisch)
- 1954; Gabriele Santini; Mario Filippeschi, Antonietta Stella, Boris Christow, Tito Gobbi, Elena Nicolai, Giulio Neri; EMI (vieraktige Fassung auf Italienisch)
- 1958; Herbert von Karajan; Eugenio Fernandi, Sena Jurinac, Cesare Siepi, Ettore Bastianini, Giulietta Simionato, Marco Stefanoni; Deutsche Grammophon (vieraktige Fassung auf Italienisch)
- 1965; Georg Solti; Carlo Bergonzi, Renata Tebaldi, Nikolaj Gjaurow, Dietrich Fischer-Dieskau, Grace Bumbry, Martti Talvela; Decca (fünfaktige Fassung auf Italienisch)
- 1965; Wolfgang Sawallisch; James King, Pilar Lorengar, Josef Greindl, Dietrich Fischer-Dieskau, Patricia Johnson, Martti Talvela, Ivan Sardi, Lisa Otto, Barbara Vogel, Günther Treptow (vieraktige Fassung auf Deutsch; übertragen von Julius Kapp und Kurt Soldan)
- 1970; Carlo Maria Giulini; Plácido Domingo, Montserrat Caballé, Ruggero Raimondi, Sherrill Milnes, Shirley Verrett, Giovanni Foiani; EMI (fünfaktige Fassung auf Italienisch)
- 1978; Herbert von Karajan; José Carreras, Mirella Freni, Nikolaj Gjaurow, Piero Cappuccilli, Agnes Baltsa, Ruggero Raimondi; EMI (vieraktige Fassung auf Italienisch)
- 1984; Claudio Abbado; Plácido Domingo, Katia Ricciarelli, Nikolaj Gjaurow, Leo Nucci, Lucia Valentini Terrani, Ruggero Raimondi; Deutsche Grammophon (fünfaktige Fassung auf Französisch)
- 1992; Riccardo Muti; Luciano Pavarotti, Daniela Dessì, Samuel Ramey, Paolo Coni, Luciana d’Intino, Alexander Anisimov; EMI (vieraktige Fassung auf Italienisch)
- 1992; James Levine; Michael Sylvester, Aprile Millo, Ferruccio Furlanetto, Vladimir Chernov, Dolora Zajic, Samuel Ramey; Sony (fünfaktige Fassung auf Italienisch)
- 1996; Antonio Pappano; Roberto Alagna, Waltraud Meier, Thomas Hampson, José van Dam, Eric Halvarson; EMI (fünfaktige Fassung auf Französisch)
- 2004; Bertrand de Billy; Alastair Miles, Ramón Vargas, Bo Skovhus, Simon Yang, Dan Paul Dumitrescu, Iano Tamar, Nadja Michael, Cornelia Salje; Orfeo (ungekürzte fünfaktige Urfassung auf Französisch)

## Aufführungs-Mitschnitte (Auswahl)
- Don Carlo, Luis Lima, Ileana Cotrubaș, Giorgio Zancanaro, Robert Lloyd, Leitung: Bernard Haitink, The Royal Opera Covent Garden 1985, Luchino Viscontis Original-Regie von 1958 in der fünfaktigen Fassung auf Italienisch (1958). Warner Music Vision.
- Don Carlo, José Carreras, Agnes Baltsa, Piero Cappuccilli, Leitung: Herbert von Karajan, Salzburger Festspiele 1986, DVD bei Sony (vieraktige Fassung auf Italienisch).
- Don Carlos, mit Karita Mattila, Roberto Alagna, Thomas Hampson, Leitung: Antonio Pappano, Regie: Luc Bondy, 2000, DVD bei Warner Music (französische Fassung).
- Don Carlo, mit Jonas Kaufmann, Anja Harteros, Thomas Hampson, Matti Salminen, Wiener Philharmoniker, Leitung: Antonio Pappano, Salzburger Festspiele 2013, DVD (Unitel, ORF, NHK, ZDF, arte). Fünfaktige italienische Fassung.